# Mangles (rivière)
La rivière Mangles  (anglais : Mangles River) est un cours d’eau de l’Île du Sud de la Nouvelle-Zélande dans la région de Tasman.  

## Géographie
Elle alimente le fleuve Buller  près de la ville de Murchison. La rivière est populaire comme une destination prisée de pratique du kayak.
| Localisation de la Nouvelle-Zélande dans le Monde |

| Localisation de la Nouvelle-Zélande dans le Monde |